# 常総運動公園
常総運動公園（じょうそううんどうこうえん）は、茨城県守谷市野木崎にある運動公園である。面積は181,000m2で、守谷市内最大の公園である。

## 概要
常総地方広域市町村圏事務組合が運営、管理している。
公園は、自由広場、陸上競技場、室内温水プール、屋外プール、テニスコート、野球場、総合体育館、ミーティングルーム、児童遊園、ゲートボール場で構成される。これらは各種大会などにも使われる施設となっているが、無料、もしくは有料で一般利用できる。

## 施設利用
一部を除く公園内の各施設は、事前に直接予約をすることにより利用できる（電話での予約は不可）。
自由広場・陸上競技場・テニスコート・ゲートボール場は1ヶ月前より、野球場、総合体育館、児童遊園、ミーティングルームは1ヶ月前より予約が可能である。
また、自由広場は6月と12月～3月、野球場は12月～3月、陸上競技場（芝生部分）は12月～3月は利用することができない。

### 主な施設
野球場
- 両翼95m、中堅109m
- 5000人収容（内野メインスタンド800人、芝生席4200人）
- 照明塔、電光スコアボード、本部席、控え室、更衣室、放送室

テニスコート
- 砂入り人工芝7面
- 照明塔

自由広場
- サイズ100m×60m人工芝グラウンド2面（サッカー・ラグビー2面、フットサル4面）
- 照明塔、少年用サッカーゴール・フットサル用ゴール各4組あり

体育館
- アリーナサイズ45m×35m
- バレーボール・バスケットボール各2面、バドミントン8面、ハンドボール1面、卓球台4台
- 376人収容
- ラウンジ、シャワールーム、更衣室、会議室

温水プール
- 50m競泳7コース（水深:125-145cm×4、95cm×3）
- 幼児プール3m×2m（水深50cm）
- 188人収容

陸上競技場
- クレイトラック1周400m×6、直線100m×7、練習用直線タータン×1
- フィールドハウス（休憩室・更衣室）

## アクセス
鉄道・バス
- 首都圏新都市鉄道つくばエクスプレス・関東鉄道常総線守谷駅西口より、守谷市コミュニティバス（モコバス）「Aルート」にて、「スポーツセンター前」下車

自家用車
- 常磐自動車道谷和原ICから約6km

## 将来構想
守谷市と日本野球機構の東京ヤクルトスワローズは、ヤクルト2軍の本拠地を移転させる予定で、現公園の隣接地に守谷市総合運動公園（仮称）を整備する計画案を公表した。
基からヤクルト2軍は戸田市のヤクルト戸田球場を使用していたが、2019年の台風19号による球場のある荒川の河川敷の水没被害を受けて、移転計画を模索していたもので、当初計画では14㏊の予定だったが、現運動公園の敷地にある野球場や陸上競技場は上述のとおり利用制限期間があること、排水処理がよくないのと、高校野球などアマチュア野球の開催案件を満たす球場が同市内にはなく、茨城県南部ではそれらを満たす球場が土浦市の土浦市営球場程度しかなく、それを使用せざるを得ない状態であることから、市民から同市内での開催要望があったため、ヤクルト2軍が使用する2面の野球場とは別に、市民利用に主眼を置いた野球場とサッカー・ラグビー場などを併設する予定で、これにより予定面積は20.8㏊に拡大する予定である。
計画では先にヤクルト2軍の新球場などの諸施設を2027年までに完成させ、その後市民利用に主眼を置いた施設の建設を進めるとしており、ヤクルト2軍の新球場を含む総合運動公園の新設（実質拡張）予定地は、現在農業用地であり、地権者57人と農耕作権者7人がいるため、それらへの理解を求めていくとしている。